# Стела (филм)
„Стела“ (на английски: Stella) е американска драма от 1990 г., продуциран от „Самюъл Голдуин Къмпани“ и е пуснат от „Тъчстоун Пикчърс“. Сценарият е на Робърт Гечъл и е третата филмова адаптация на романа „Стела Далас“ от 1923 г., написан от Олив Хигинс Праути. Предишните версии са „Стела Далас“ (1937) и немият филм от 1925 г. Във филма участват Бет Мидлър като Стела, Трини Алварадо като Джени, Джон Гудмън, Стивън Колинс, Марша Мейсън, Айлийн Бренан, Линда Харт, Бен Стилър и Уилям Макнамара, а режисьор е Джон Ерман.